# برزيميسلاف فرانكوفسكي
برزيميسلاف فرانكوفسكي (مواليد 12 أبريل 1995) هو لاعب كرة قدم بولندي يلعب في مركز الجناح في نادي لانس.

## وصلات خارجية
- برزيميسلاف فرانكوفسكي على موقع الاتحاد الأوربي (الإنجليزية)
- برزيميسلاف فرانكوفسكي على موقع اتحاد تركيا (لاعب) (الإنجليزية)
- برزيميسلاف فرانكوفسكي على موقع الدوري الأمريكي (الإنجليزية)
- برزيميسلاف فرانكوفسكي على موقع إي إس بي إن إف سي (الإنجليزية)
- برزيميسلاف فرانكوفسكي على موقع قاعدة بيانات كرة القدم.إي يو (الإنجليزية)
- برزيميسلاف فرانكوفسكي على موقع ليكيب (الفرنسية)
- برزيميسلاف فرانكوفسكي على موقع ناشيونال فوتبول تيمز (الإنجليزية)
- برزيميسلاف فرانكوفسكي على موقع Soccerbase.com (لاعب) (الإنجليزية)
- برزيميسلاف فرانكوفسكي على موقع Soccerway.com (الإنجليزية)
- برزيميسلاف فرانكوفسكي على موقع عالم كرة القدم.نت (الإنجليزية)